# Nephepeltia chalconota
Nephepeltia chalconota är en trollsländeart som beskrevs av Friedrich Ris 1919. Nephepeltia chalconota ingår i släktet Nephepeltia och familjen segeltrollsländor. Inga underarter finns listade i Catalogue of Life.